# Apanteles cavifrons
Apanteles cavifrons är en stekelart som beskrevs av Nixon 1965. Apanteles cavifrons ingår i släktet Apanteles och familjen bracksteklar. Inga underarter finns listade i Catalogue of Life.